# Redovino Rizzardo
Redovino Rizzardo CS (ur. 12 kwietnia 1939 w Bento Gonçalves, zm. 6 listopada 2016 w Dourados) – brazylijski duchowny katolicki, biskup Dourados w latach 2001-2015.

## Życiorys
Święcenia kapłańskie otrzymał 9 lipca 1967 w zgromadzeniu Misjonarzy Św. Karola Boromeusza. Był m.in. dyrektorem Centrum Formacji Stałej w Porto Alegre (1973-1979), radnym prowincji brazylijskiej swego zgromadzenia (1981-1984), archiwistą w Domu Generalnym skalabrynian w Rzymie (1990-1992), superiorem brazylijskiej prowincji "San Pietro" (1993-1998) oraz dyrektorem Centrum Duchowości w Guaporé (1999-2001).
3 stycznia 2001 papież Jan Paweł II mianował go biskupem koadiutorem Dourados. 25 marca tego samego roku z rąk biskupa Alberta Första przyjął sakrę biskupią. 5 grudnia 2001 przejął obowiązki biskupa diecezjalnego. 21 października 2015 ze względu na wiek na ręce papieża Franciszka złożył rezygnację z zajmowanej funkcji.
Zmarł 6 listopada 2016.